# Ясная Поляна (Юргинский район)
Ясная Поляна — деревня в Юргинском районе Кемеровской области России. Входит в состав Проскоковского сельского поселения.

## География
Деревня находится в северо-западной части области, на берегах реки Берёзовки, на расстоянии примерно 38 километров (по прямой) к северо-северо-западу (NNW) от районного центра города Юрга. Абсолютная высота — 128 метров над уровнем моря.
Часовой пояс
Деревня Ясная Поляна, как и вся Кемеровская область, находится в часовой зоне МСК+4. Смещение применяемого времени относительно UTC составляет +7:00.

## История
Основано в 1925 году. По данным 1926 года имелось 36 хозяйств и проживал 301 человек (в основном — русские). В административном отношении деревня входила в состав Малочернинского сельсовета Болотнинского района Томского округа Сибирского края.

## Население
| 2010 |
| ---- |
| 9    |

Половой состав
По данным Всероссийской переписи населения 2010 года в гендерной структуре населения мужчины составляли 55,6 %, женщины — соответственно 44,4 %.
Национальный состав
Согласно результатам переписи 2002 года, в национальной структуре населения русские составляли 92 % из 12 чел.

## Улицы
Уличная сеть деревни состоит из одной улицы (ул. Речная).